# Aalborg
Pour la commune à laquelle la ville donne son nom, voir Aalborg (commune).
Aalborg ou Ålborg (/ˈʌlˌpɒˀ/ ) est une ville du Danemark située dans le Jutland. En janvier 2014, la ville compte 139 016 habitants (en incluant Nørresundby) et est la quatrième ville la plus peuplée du pays. Elle est le chef-lieu de la commune homonyme, de la région du Jutland du Nord. Avec 215 312 habitants, la commune d'Aalborg est la troisième plus grande aire urbaine du Danemark, après celles de Copenhague et Aarhus. La ville est située au Nord du pays, à 64 kilomètres au sud de Frederikshavn et 118 km au nord de Aarhus.
La ville fut prise par les Suédois en 1643 et 1658, mais rendue en 1660 par le traité de Copenhague. La ville est également le siège d'une importante base de la force aérienne royale danoise (en danois, Flyvevåbnet) et le siège de l'épiscopat de l'Église nationale danoise. En 1988, le Conseil de l'Europe lui décerne son Prix de l’Europe.

## Géographie

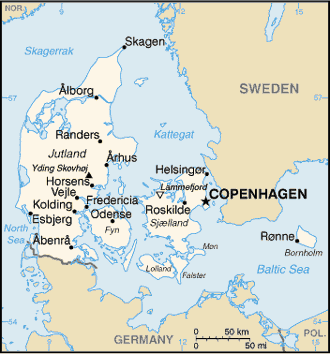
Cartographie du Danemark (avec l'orthographe Ålborg).

La ville d'Aalborg est située dans le Jutland du Nord, le long du Limfjord, un bras de mer qui sépare l'île de Vendsyssel-Thy du reste de la péninsule du Jutland et rejoint l'espace de Kattegat, 35 km à l'est. Aalborg est situé à 118 km au nord de Aarhus, 82 km au nord de Randers et 64 km au sud-ouest de Frederikshavn. Par la route, Aalborg se situe à 414 km de Copenhague via la liaison du Grand Belt et à 150 km en ferry de Göteborg en Suède et 363 km de Oslo en Norvège.
Le centre de la ville, au bord du fleuve est relativement proche du niveau de la mer, à 5 m de celui-ci. D'autres parties de la ville se positionnent toutefois sur des collines, culminant jusqu'à 66 m. Nørresundby, au nord de la ville est notamment une zone très vallonnée. Les localités au sud incluent Frejlev, Svenstrup et Gistrup, cette dernière possédant une vaste forêt vers le sud et un terrain de golf. Les localités de Klarup et Storvorde sont elles situées le long de la route 595, au sud-est de la ville, au-delà de l'Université d'Aalborg.

### La ville

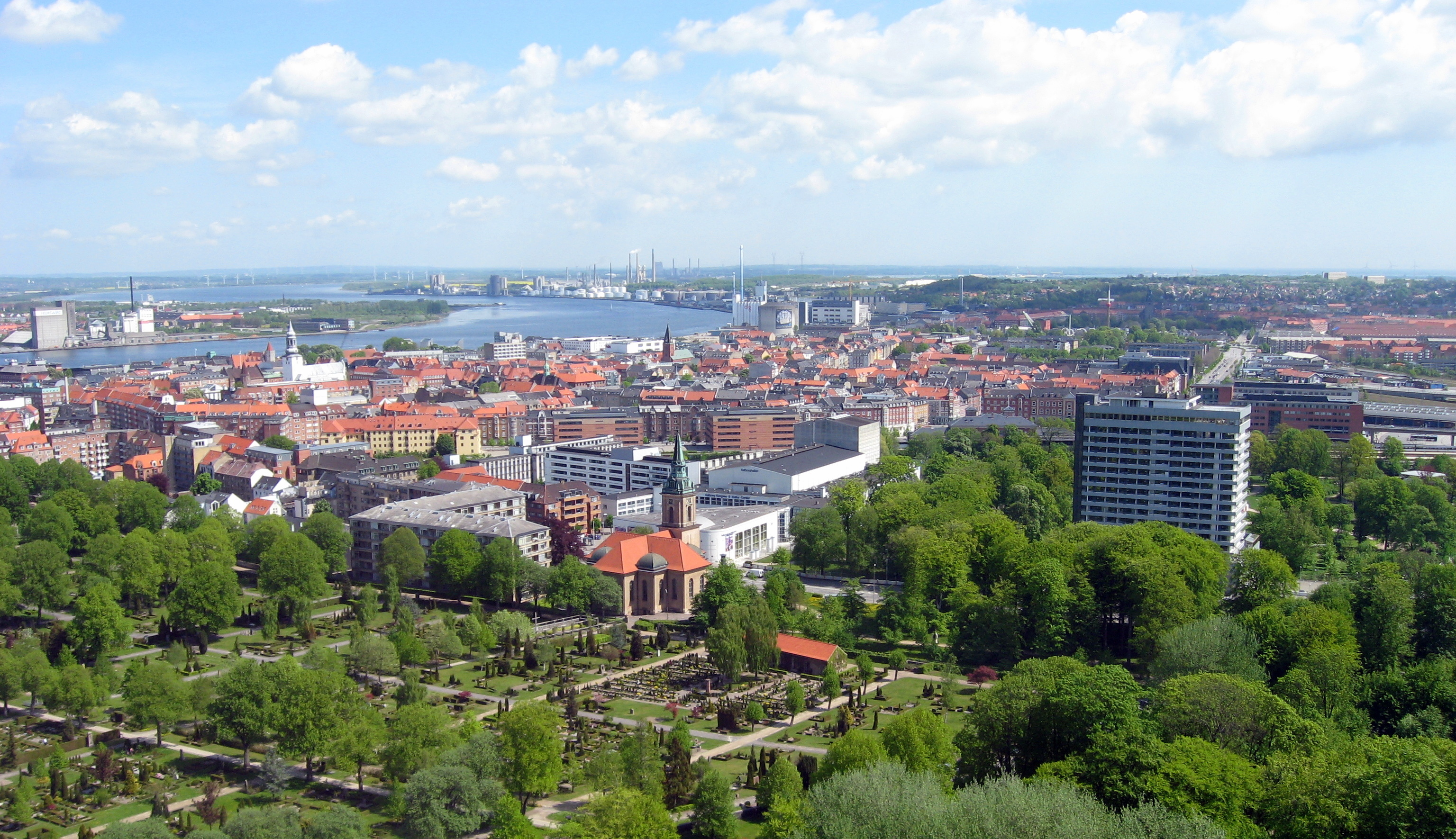
Panorama d'Aalborg avec le Limfjord à l'ouest.

### Climat
| Mois                                | jan. | fév. | mars | avril | mai | juin | jui. | août | sep. | oct. | nov. | déc. | année |
| ----------------------------------- | ---- | ---- | ---- | ----- | --- | ---- | ---- | ---- | ---- | ---- | ---- | ---- | ----- |
| Température minimale moyenne (°C)   | −3   | −3   | −1   | 2     | 6   | 10   | 12   | 11   | 9    | 6    | 2    | −1   | 4     |
| Température moyenne (°C)            | 0    | 0    | 2    | 6     | 11  | 14   | 16   | 16   | 12   | 9    | 4    | 1    | 7,5   |
| Température maximale moyenne (°C)   | 2    | 2    | 5    | 10    | 19  | 21   | 23   | 23   | 18   | 12   | 7    | 3    | 10,9  |
| Ensoleillement (h)                  | 39   | 72   | 117  | 167   | 209 | 218  | 209  | 186  | 130  | 87   | 57   | 42   | 1 534 |
| dont pluie (mm)                     | 54   | 35   | 44   | 38    | 49  | 54   | 64   | 67   | 72   | 76   | 75   | 62   | 689   |
| Nombre de jours avec précipitations | 11   | 8    | 10   | 8     | 9   | 8    | 9    | 10   | 12   | 13   | 14   | 12   | 124   |

## Histoire
La zone autour du Limfjord attire les premiers sédentaires dès l'Âge de fer, donnant naissance à une communauté de vikings jusqu'aux alentours de l'année 1000 où une ville se forme. Le Lindholm Høje héberge par ailleurs le plus vieux cimetière vikings de Scandinavie. Au Moyen Âge, des privilèges commerciaux de la royauté, son port et la pêche au hareng, à l'époque florissante, contribuent à l'expansion de la ville. Malgré les difficultés qu'elle rencontre au cours des siècles suivants, la ville redevient attractive avec la construction du pont au-dessus du Limfjord et l'arrivée des chemins de fer. Le développement initial d'Aalborg a reposé sur l'industrie lourde alors que la ville est désormais focalisée sur la culture et l'éducation.

### L'Âge de fer et les Vikings
Les premières traces de civilisation autour de la région d'Aalborg remontent au VIIe siècle. Grâce à l'accès au Limfjord, ce lieu était initialement un point de commerce.

### Époque contemporaine
En 1994 y est adoptée la charte d'Aalborg, un texte de portée urbanistique prônant une densité et une mixité des fonctions urbaines au service du développement durable.

## Éducation et culture

### Éducation

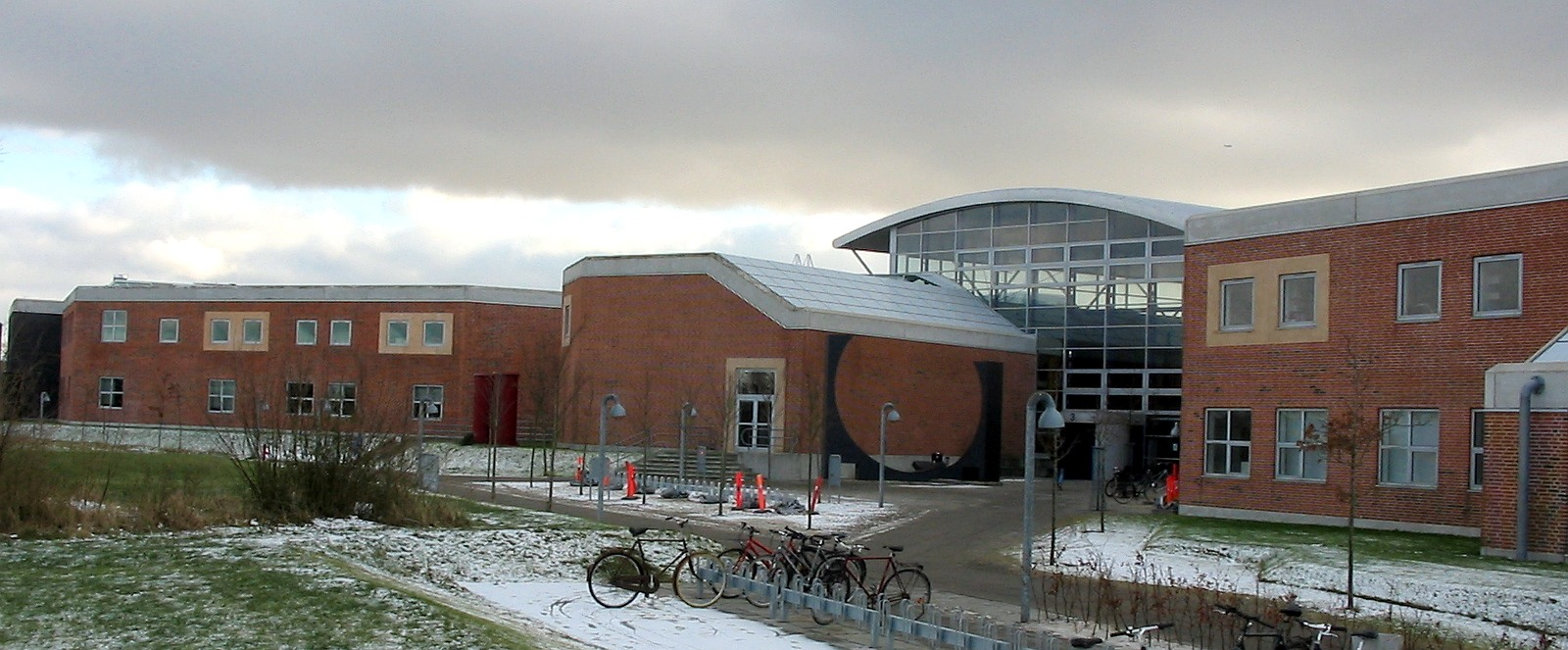
L'université d'Aalborg.

La principale université de la ville est l'université d'Aalborg (abrégé en AAU), créée en 1974,. Elle accueille aujourd'hui plus de 20 000 étudiants et plus de 5 000 employés.
En 1995, AAU fusionne avec l'école d'ingénieurs de Esbjerg. L'université tente depuis de développer une forme d'éducation plus pertinente que celle proposée dans les autres campus : « develop a more “relevant” form of education than was then being offered by the established universities ». Elle promeut fortement son modèle de « problem-based learning », où l'année universitaire est organisée autour de projets conduits par les étudiants, plutôt qu'un classique cursus de cours académiques.
D'autres écoles sont présentes dans la ville : l'Université du Danemark du Nord, délivrant des diplômes de type bachelor, The Royal School of Library and Information Science (en) ou encore l'University College Nordjylland (en), qui propose des formations d'ordre technologique et professionnel.
Ces établissements accueillent une forte proportion d'étudiants étrangers, notamment Erasmus. Chaque année, sur les 20 000 étudiants d'AAU, plus de 3 000 sont des étudiants internationaux.

### Lieux culturels

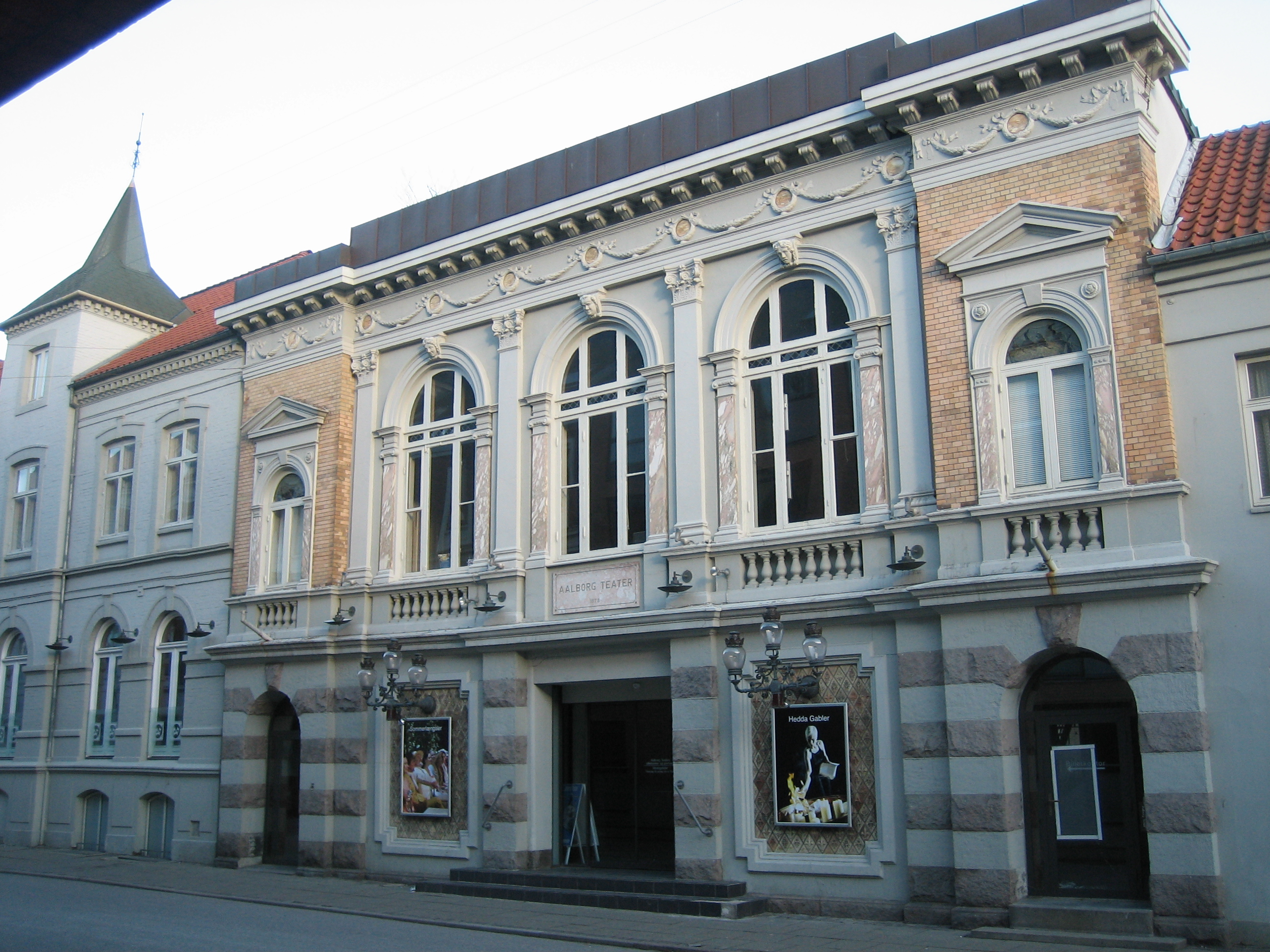
Le théâtre d'Aalborg.

Malgré une forte activité industrielle sur les rives du Limfjord, la ville d'Aalborg dispose de réels attraits touristiques grâce à son cœur historique, ses musées et ses nombreux parcs. Parmi les principaux sites touristiques et culturels de la ville se trouvent les lieux suivants :
- Cathédrale, monument gothique du XIVe siècle.
- Le théâtre d'Aalborg. Le théâtre d'Aalborg est un des trois principaux théâtres régionaux dépendant du Ministère de la Culture du Danemark.
- Musée historique.
- Musée d'art moderne.
- Parc zoologique.
- Tour d'Aalborg, haute de 55 mètres et surplombant la ville (65 m au-dessus de l'eau).
- Lindholm Høje, nécropole viking et musée situés au nord de la ville.
- La ville compte le plus grand carnaval de Scandinavie[11].

### Jomfru Ane Gade
La rue la plus fameuse d'Aalborg, réputée dans tout le Danemark jusqu'en Norvège, Suède ou Allemagne, s'appelle Jomfru Ane Gade, surnommée « Gaden » (« La rue »). Le nom de cette rue pourrait être traduit par « La rue de la Vierge Anne ». Les pubs et restaurants qui ont fait la réputation de cette rue proposent selon les jours et les heures des prix très variables (du simple au quadruple) et la concurrence est très rude entre les différentes enseignes. Il est préférable de s'y rendre les jeudis ou vendredis et de préférence avant minuit pour bénéficier des meilleurs prix (voire des boissons gratuites).
Jomfru Ane Gade est une rue de cafés et restaurants le jour et de pubs, night-clubs et bar-boîtes la nuit. Toutes les tranches de la population d'Aalborg s'y retrouvent et se regroupent selon leurs goûts (Robin pour les plus âgés, Newcastle pour les jeunes rebelles, Hr Nielsen ou Manhattan pour les économes, Rock Nielsen pour les Erasmus, Tiger pour les branchés, Spirit of America pour les fins de soirées…)

### Sport
La ville est surtout connu pour son club de football et son club de handball de classe mondiale.
- Handball
  - Aalborg Håndbold
- Football
  - Aalborg Boldspilklub

## Économie

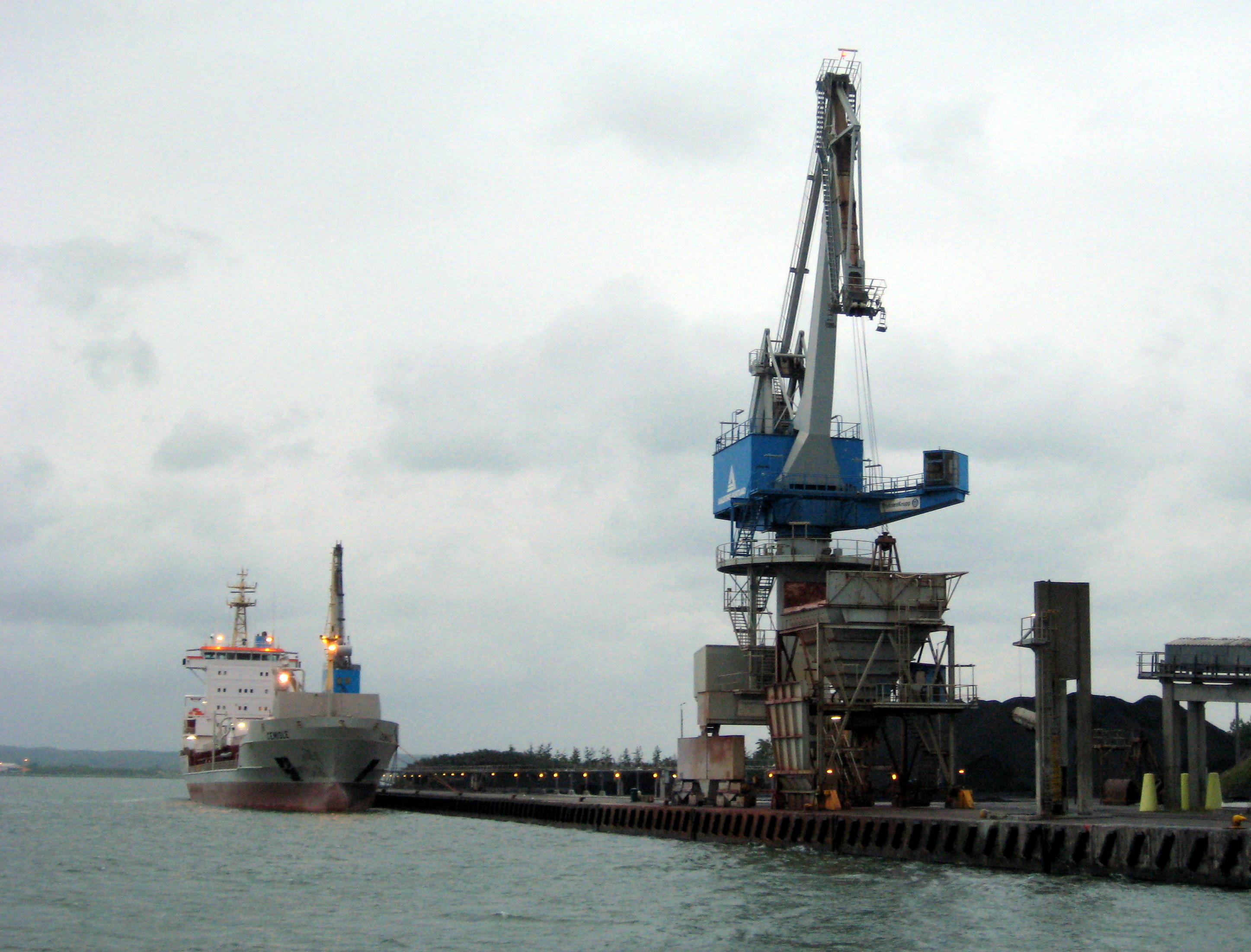
Le cimentier Aalborg Portland

Pendant le XXe siècle, Aalborg est un pôle industriel majeur du nord du Jutland. Aalborg possède un aéroport ainsi qu'une grande cimenterie, Aalborg Portland, dont l'activité a débuté dans les années 1930 dans la zone industrielle de Rørdal.
Depuis 1988, marqué par la fermeture des chantiers navals, Aalborg ré-oriente son économie pour redorer l'image de la ville et lui donner l'image « d'une ville de la culture, de la connaissance et de l'écologie ». Au XXIe siècle, les activités principales sont désormais portés par les technologies de l'information et de la communication et les énergies renouvelables. À titre d'exemple, Siemens exploite son plus gros site de production d'éoliennes d'Europe à Aalborg en 2010.

## Vues de la ville

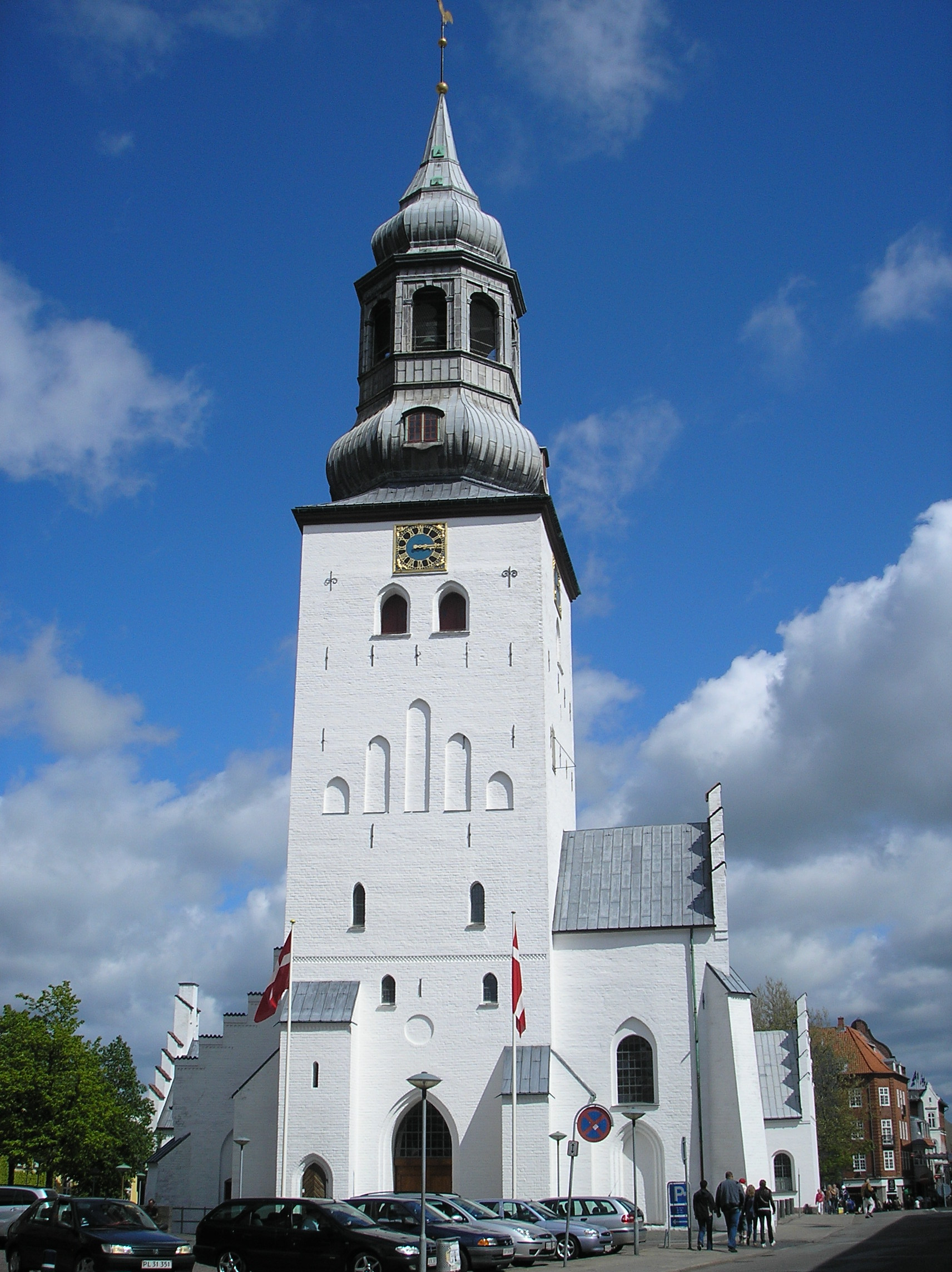
La cathédrale luthérienne d'Aalborg.
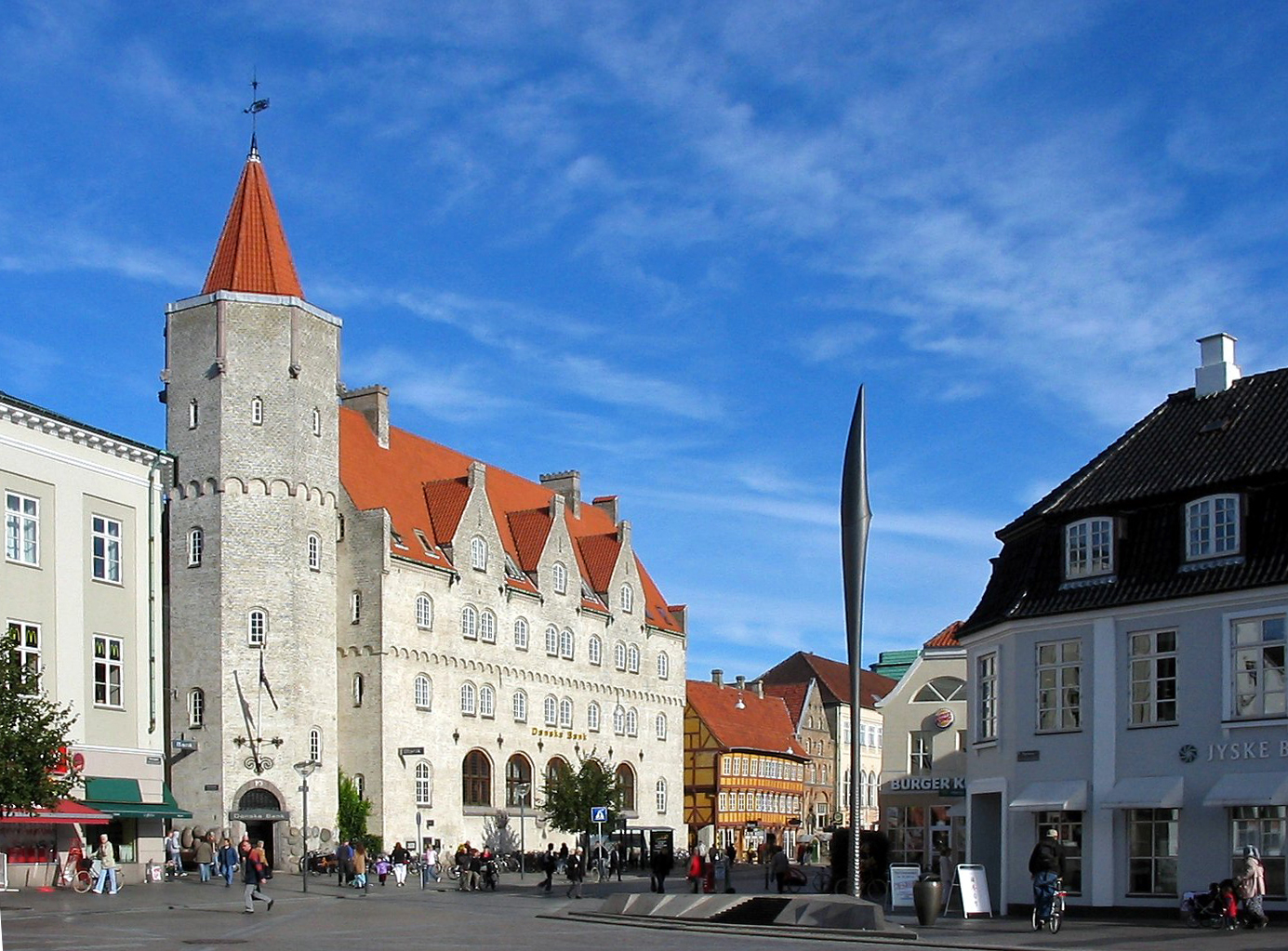
La place Nytorv.
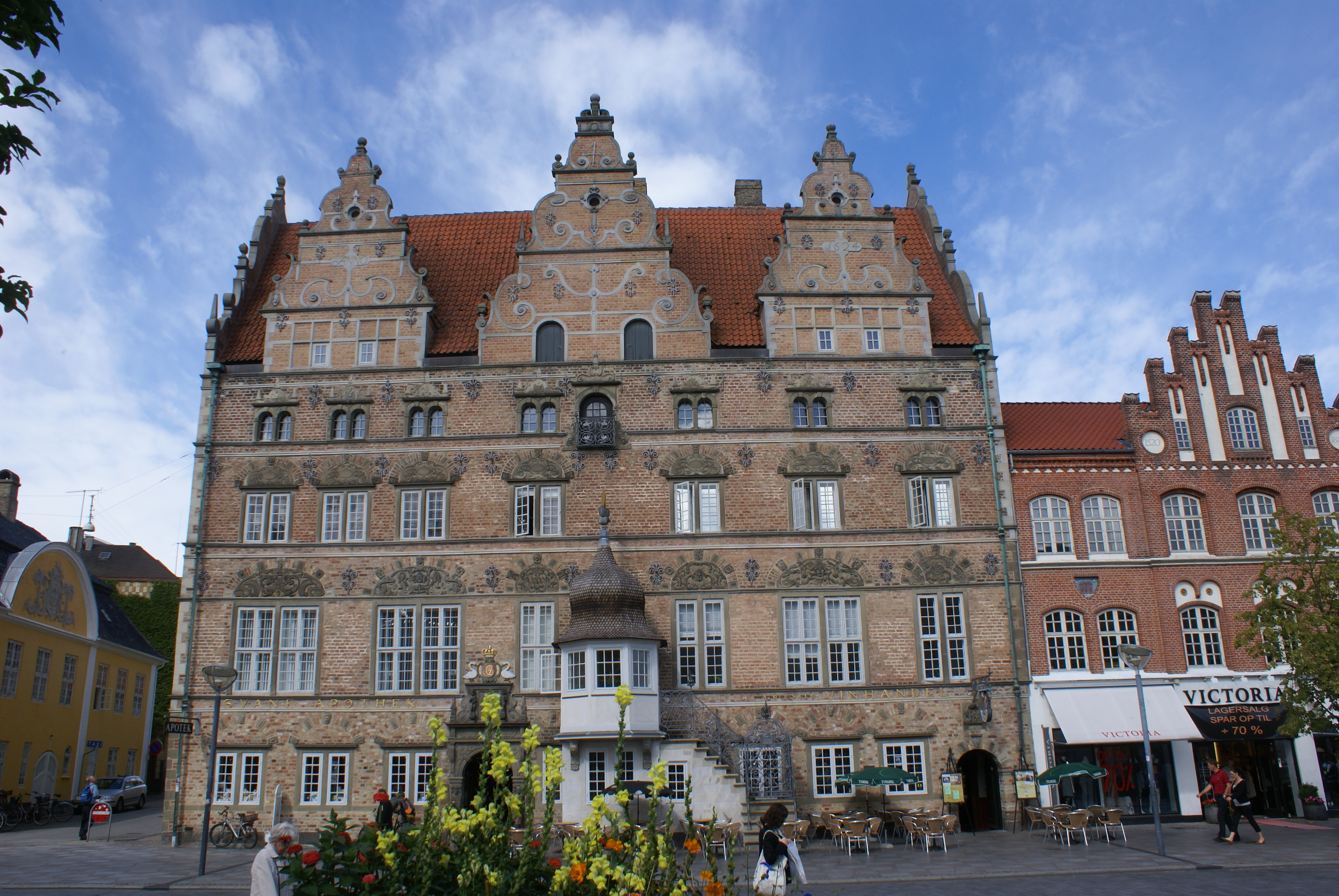
La maison de Jens Bang.
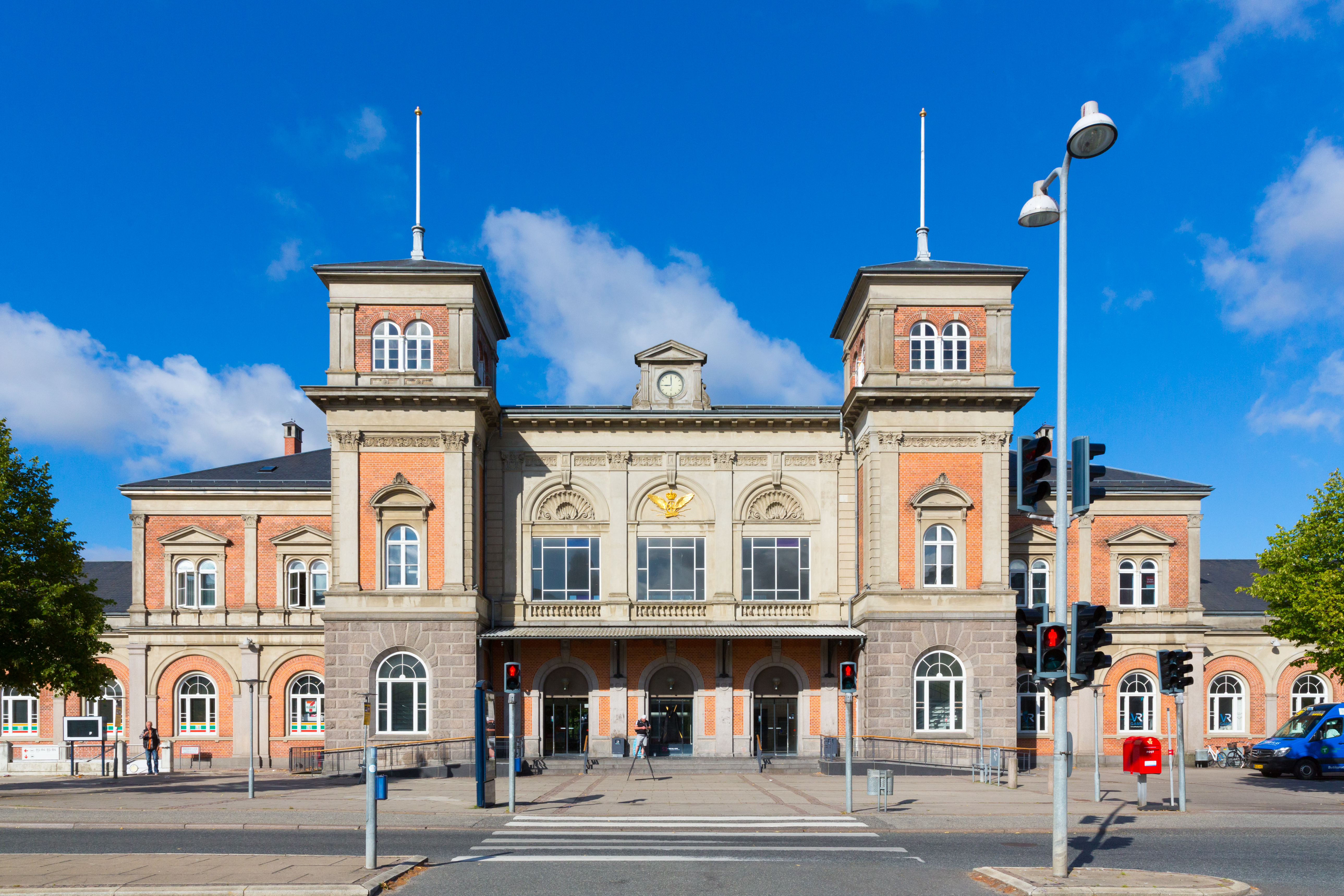
La gare d'Aalborg.
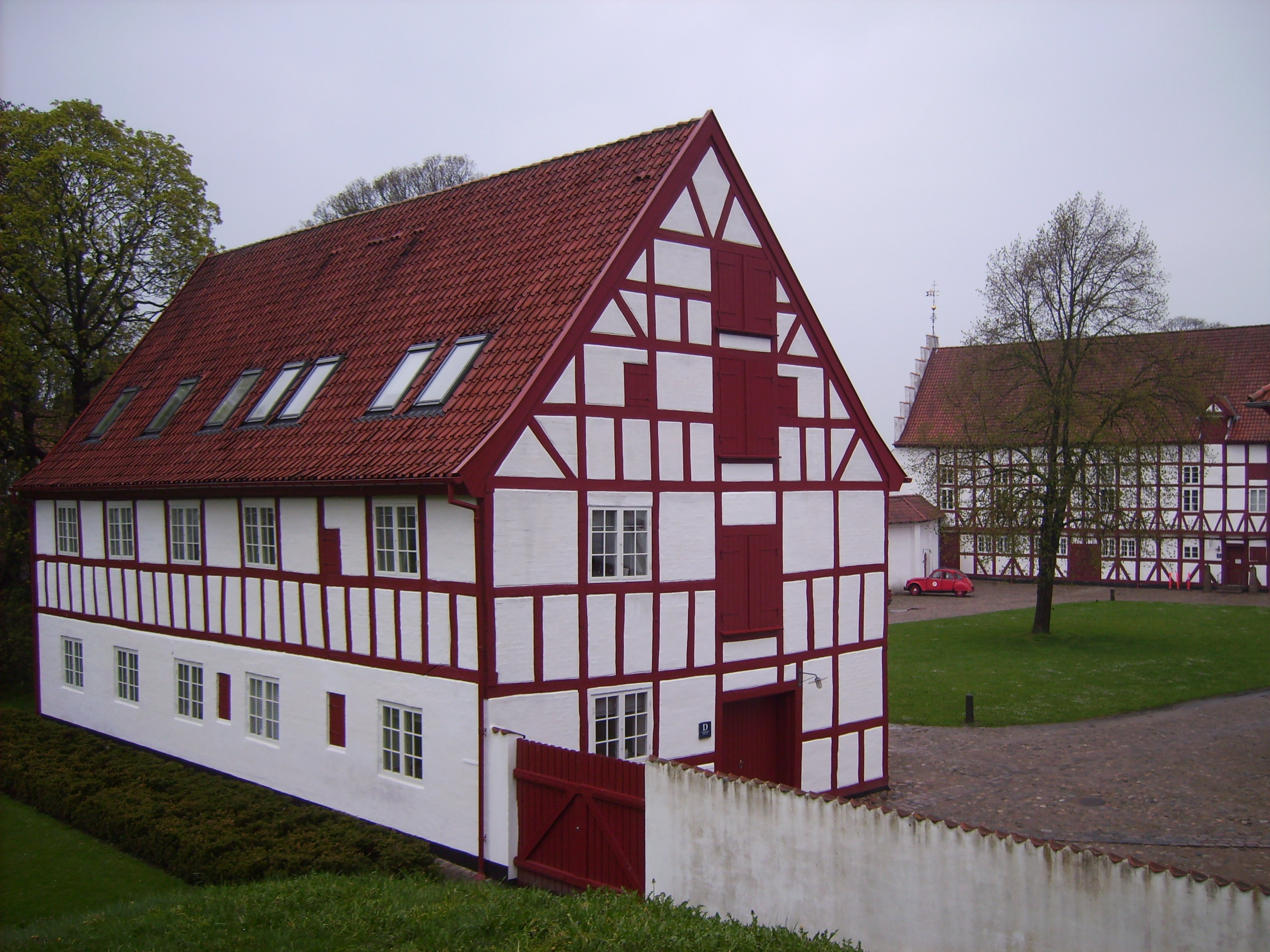
Le château d'Aalborghus.
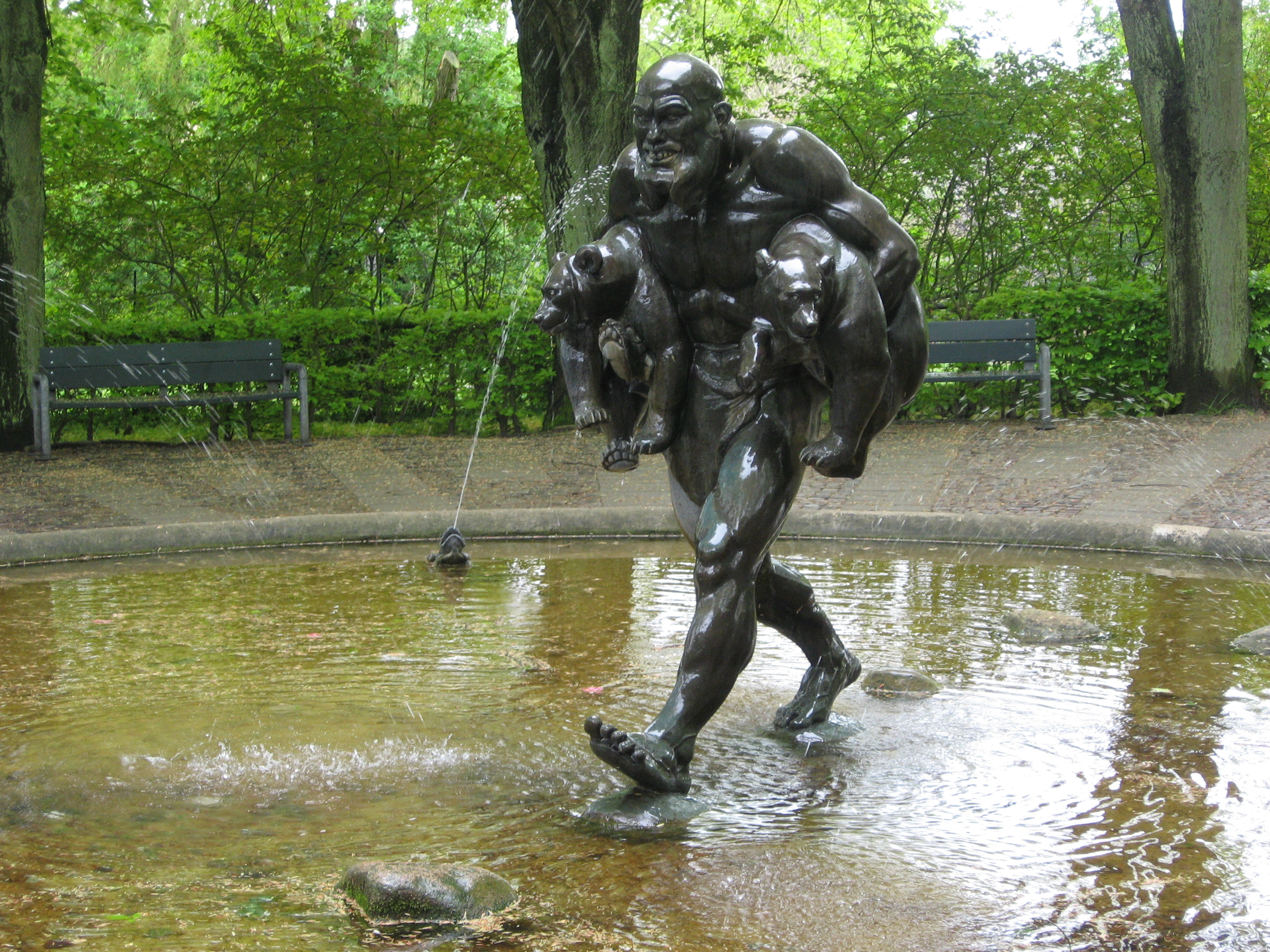
Une sculpture du zoo d'Aalborg.
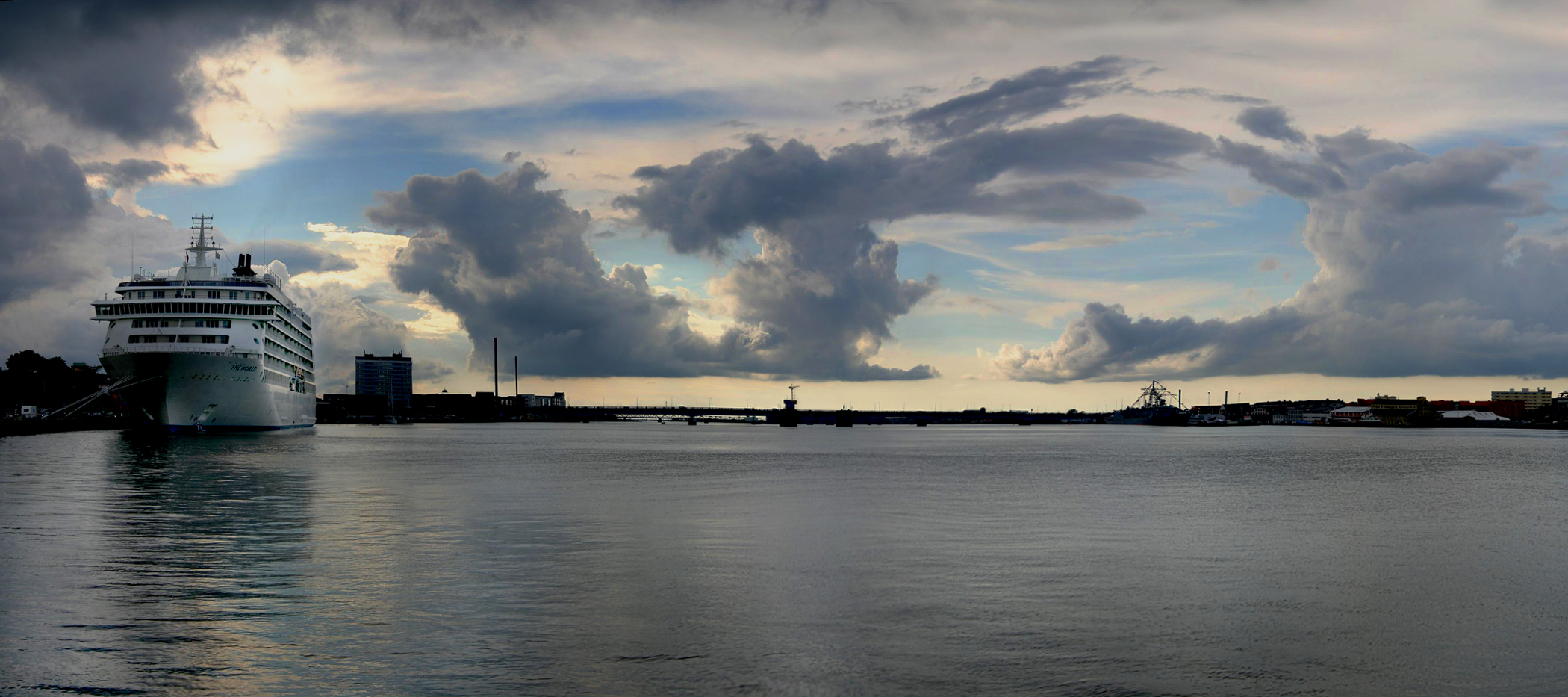
Le Limfjord à Aalborg.
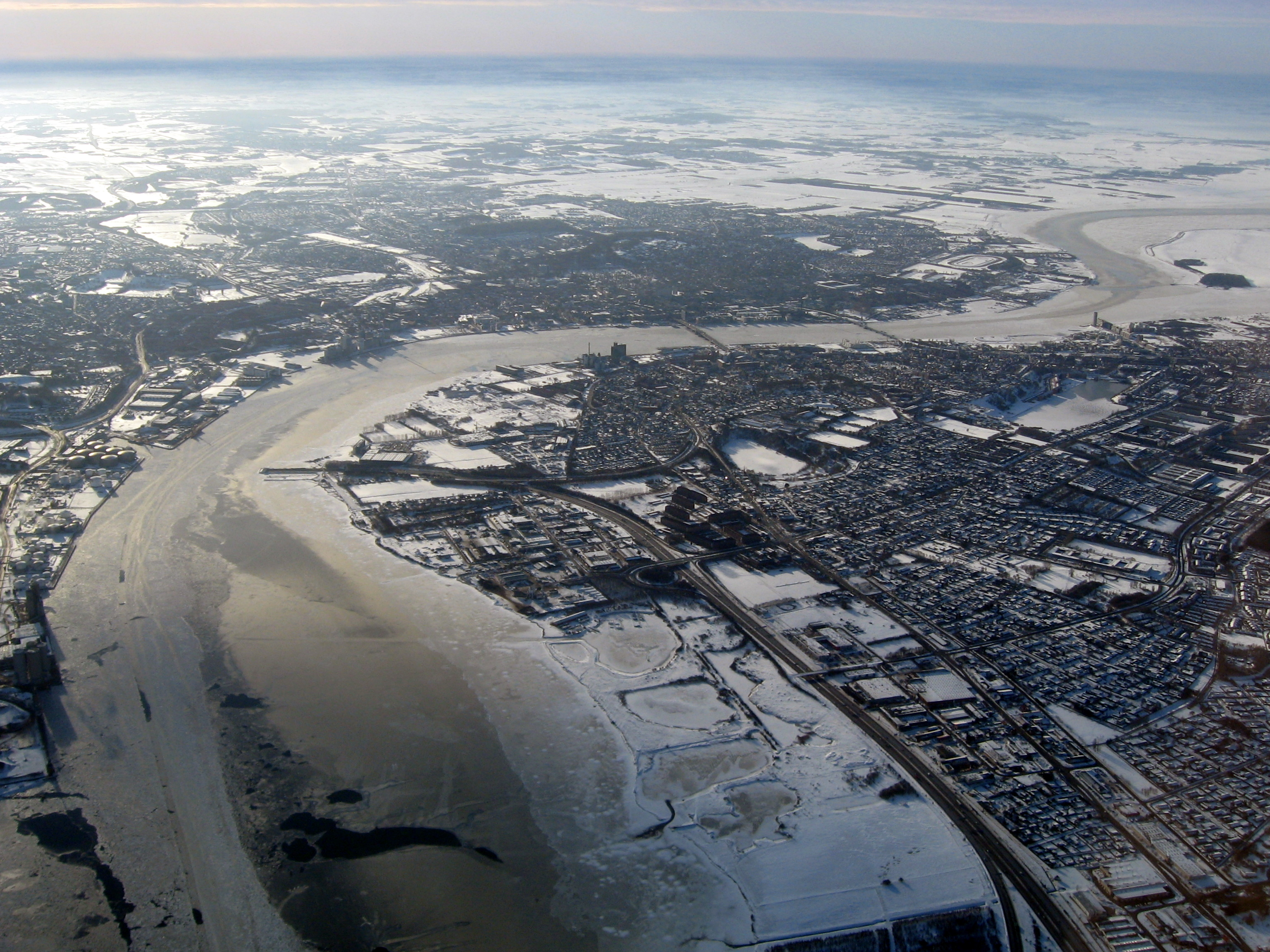
Aalborg durant l'hiver.

## Personnalités liées
- Heinrich Tønnies (1825-1903), photographe danois d'origine allemande.
- Ib Wibroe (1925-2005), architecte suédois.
- Michael W. Hansen (1946-2011), chanteur et humoriste dano-allemand.
- Vibeke Tøjner (1961-), artiste peintre danoise.
- Mette Frederiksen (1977-), femme politique danoise.
- Nikolaj Ehlers (1996-), hockeyeur professionnel danois.

## Jumelages
La ville est jumelée avec 37 villes, faisant d'Aalborg la ville avec le plus de jumelage du Danemark :
| Ville | Ville            | Pays | Pays        | Période                |
| ----- | ---------------- | ---- | ----------- | ---------------------- |
|       | Almere           |      | Pays-Bas    | depuis 1984            |
|       | Antibes          |      | France      | depuis 1967            |
|       | Büdelsdorf       |      | Allemagne   | depuis 2007            |
|       | Fredrikstad      |      | Norvège     | depuis 1951            |
|       | Fuglafjørður     |      | îles Féroé  | depuis 1987            |
|       | Galway           |      | Irlande     | depuis 1997            |
|       | Gdynia,          |      | Pologne     | depuis 1966            |
|       | Haïfa            |      | Israël      | depuis 1972            |
|       | Hefei            |      | Chine       | depuis 1986            |
|       | Húsavík          |      | Islande     |                        |
|       | Innsbruck,       |      | Autriche    | depuis le 13 mars 1982 |
|       | Ittoqqortoormiit |      | Groenland   |                        |
|       | Juan-les-Pins    |      | France      |                        |
|       | Kaliningrad      |      | Russie      | depuis 2000            |
|       | Karlskoga        |      | Suède       | depuis 1963            |
|       | Lancastre        |      | Royaume-Uni | depuis 1977            |
|       | Lerum            |      | Suède       | depuis 2007            |
|       | Liperi           |      | Finlande    | depuis 2007            |
|       | Norðurþing       |      | Islande     | depuis 1966            |
|       | Nuuk             |      | Groenland   |                        |
|       | Orsa             |      | Suède       | depuis 2007            |
|       | Orust            |      | Suède       | depuis 2007            |
|       | Ośno Lubuskie    |      | Pologne     | depuis 2007            |
|       | Pouchkine        |      | Russie      | depuis 1971            |
|       | Racine           |      | États-Unis  | depuis 1965            |
|       | Rapperswil-Jona  |      | Suisse      | depuis 1968            |
|       | Rendalen         |      | Norvège     | depuis 2007            |
|       | Rendsburg        |      | Allemagne   | depuis 1967            |
|       | Riga             |      | Lettonie    | depuis 1989            |
|       | Riihimäki        |      | Finlande    | depuis 1961            |
|       | Sermersooq       |      | Groenland   | depuis 1963            |
|       | Solvang          |      | États-Unis  | depuis 1971            |
|       | Tulcea           |      | Roumanie    | depuis 1970            |
|       | Varna            |      | Bulgarie    | depuis 1976            |
|       | Vilnius,         |      | Lituanie    | depuis 1979            |
|       | Wismar           |      | Allemagne   | depuis 1961            |
|       | Édimbourg,       |      | Royaume-Uni | depuis 1964            |